# It's Gonna Be Alright
"It's Gonna Be Alright" (en español Va A Estar Bien) es una canción de la cantante, actriz y compositora americana Raven-Symoné, grabada para la banda sonora The Cheetah Girls 2, de la película homónima.
La canción sólo sale en la banda sonora, por lo que no se pudo escuchar en la película, y habla sobre que todo problema tiene una solución y que va a estar bien.